# Noelene Nabulivou
Noelene Nabulivou, es una activista y portavoz fiyiana sobre cambio climático, desarrollo sostenible e igualdad de género. Es cofundadora y asesora política de Diverse Voices and Action for Equality (DIVA, en castellano Voces Diversas y Acción por la Igualdad), una organización que se centra en la justicia climática, la violencia contra las mujeres, los derechos humanos y los derechos  LGBTQ.

## Trayectoria
“Me encanta ser una isleña del Pacífico. Somos divertidos, feroces y estratégicos. Nos enfrentamos a realidades coloniales y poscoloniales globalizadas y tratamos de mantener lo mejor de nosotros mismos.
Sin embargo, nuestros sistemas patriarcales injustos y poco examinados impiden que muchas personas del Pacífico de todos los géneros logren nuestros sueños ”.

Nabulivou creció entre Perth, Australia y Fiyi. En Perth ha participado en pequeños grupos anarquistas, grupos de inmigrantes e indígenas y proyectos de arte público. Ha estudiado relaciones internacionales y estudios de paz a nivel universitario, y también es licenciada en artes comunitarias.
Nabulivou es una portavoz activo de Fiji y el Pacífico en los procesos y grupos de trabajo de las Naciones Unidas como los Pequeños Estados Insulares en Desarrollo, Río+20 (la Conferencia de las Naciones Unidas sobre el Desarrollo Sostenible) y la Agenda del 2030 (los Objetivos de Desarrollo Sostenible de las Naciones Unidas).
Noelene también ha capacitado a muchas activistas y feministas de Fiyi y el Pacífico para compartir sus conocimientos con ellos.